# Tlaloc

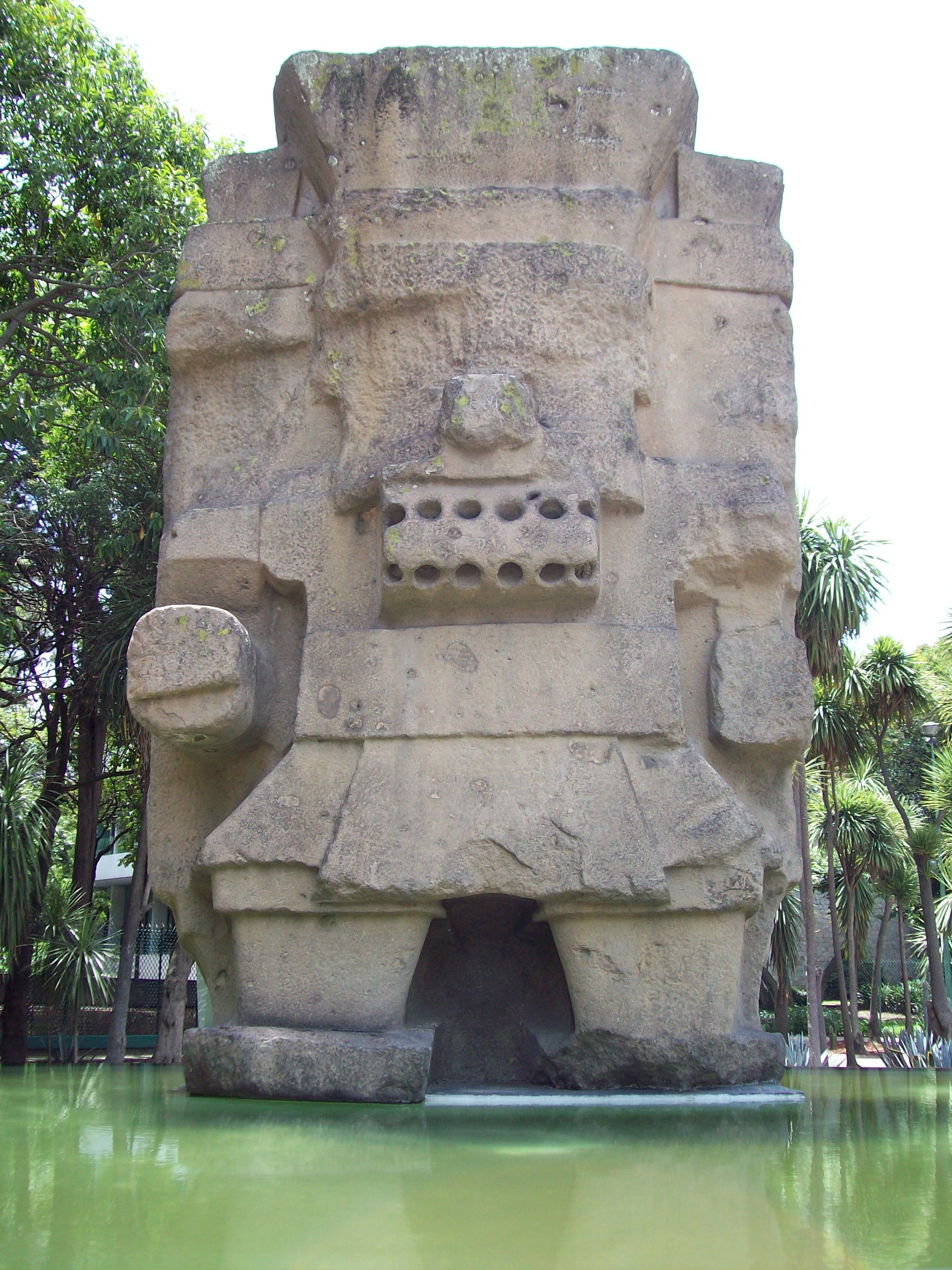
Statua di Chalciuhtlicue in Messico.

Tlaloc (il nome deriva da «Tlālli-octli», ovvero «Nettare della terra»; era anche chiamato «Nuhualpilli», che potrebbe derivare da «Nahua-pilli», ovvero «Principe Nahua») era, secondo la mitologia azteca, il dio della pioggia e della fertilità.
Gli Aztechi avevano grande timore di lui e, per conquistare il suo favore, gli sacrificavano esseri umani. Gli Aztechi credevano che Tlaloc fosse il responsabile sia delle inondazioni che della siccità e che lui fosse stato creato da altri dèi. Tlaloc si sposò prima con Xochiquetzal, una delle divinità dei fiori, ma poi Tezcatlipoca la rapì. Tlaloc sposò in seguito la dea Matlalcueitl, "La Signora dalla Veste Azzurra". Tlaloc viene comunemente dipinto come un essere blu con delle zanne. Nel mondo sotterraneo dove viveva si trovavano le persone uccise dai fulmini, per annegamento o per malattia. Insieme a Chalciuhtlicue, fu il padre di Tecciztecatl. Aveva una sorella maggiore di nome Huixtocihuatl. A lui venivano sacrificati bambini, che venivano annegati. Regnava sul terzo dei cinque mondi della mitologia azteca.
Anche gli abitanti di Teotihuacan adoravano Tlaloc. Nel periodo pre-azteco, Tlaloc era venerato dalle civiltà teotihuacan e tolteche della Mesoamerica. Altri popoli mesoamericani avevano divinità della pioggia simili, a volte con caratteristiche leggermente diverse, come Chac, il dio Maya della pioggia e Cocijo, dio della pioggia zapoteco.